# Phos-Chek

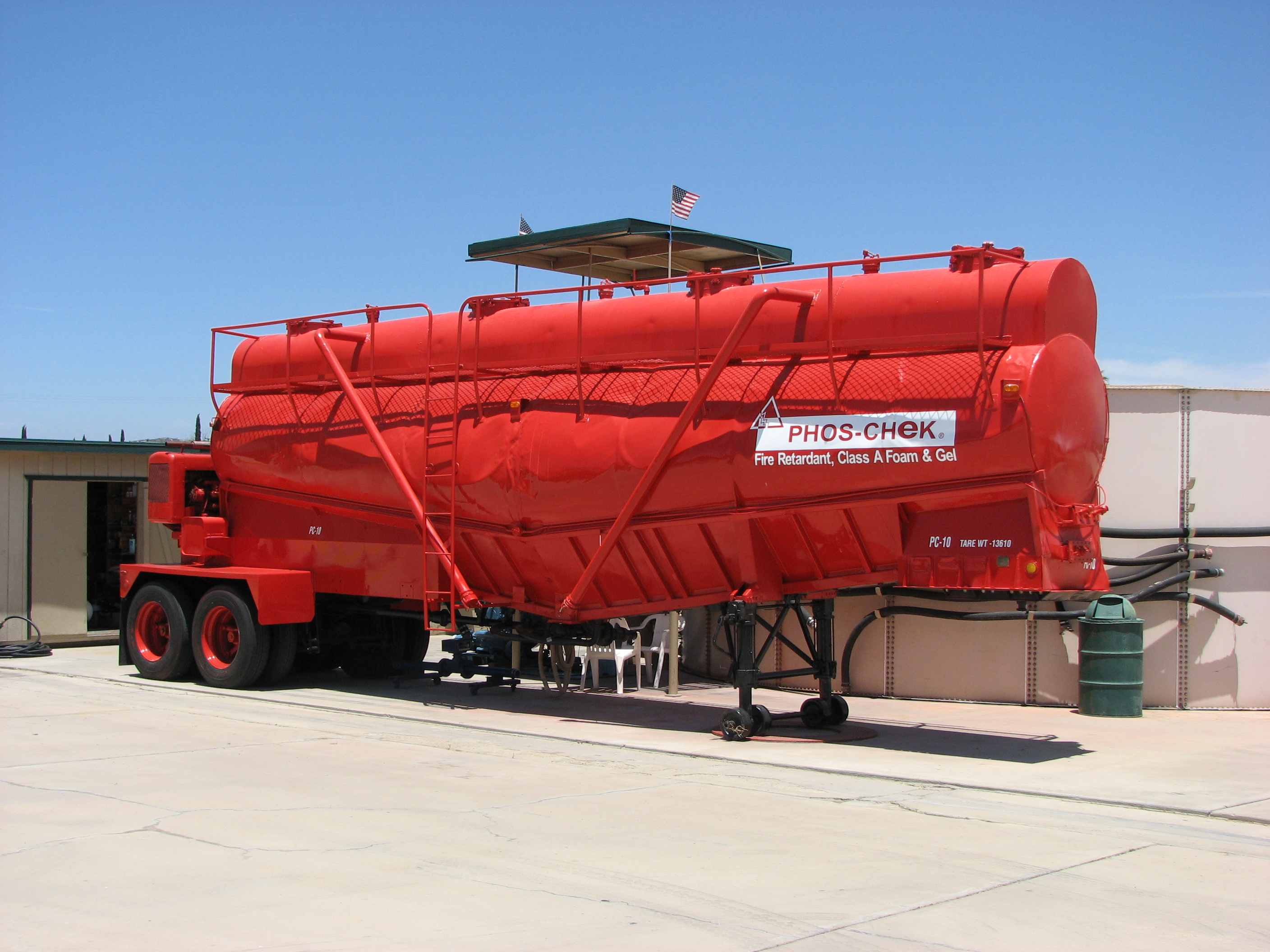
Una cisterna semirimorchio contenente Phos-Chek parcheggiata al Ramona Airport

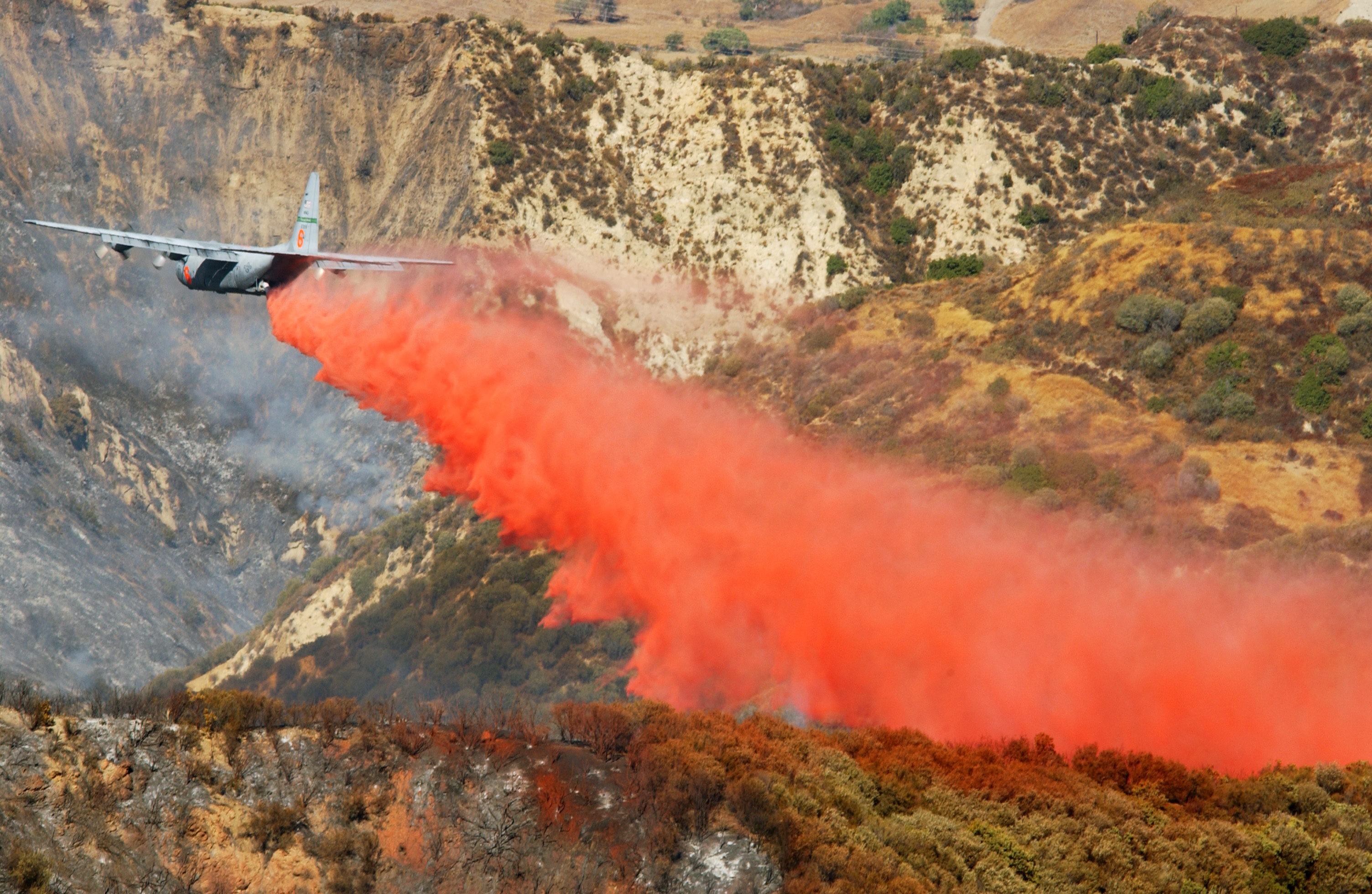
Un C-130 dotato di sistema MAFFS rilascia una grande quantità di liquido ritardante Phos-Chek

Phos-Chek è il nome commerciale di un liquido ritardante utilizzato nella lotta aerea antincendio e prodotto dalla ICL Performance Products in California ed in Idaho.
Il Phos-Chek è disponibile sia in forma di polvere che di liquido concentrato. Viene successivamente diluito in acqua e poi spruzzato sulla vegetazione o sul terreno in vista dell'arrivo delle fiamme. Viene utilizzato sia a bordo degli "Airtanker" o di velivoli cargo muniti di sistema MAFFS, che a bordo di elicotteri utilizzati nel ruolo di elicotteri antincendio. Il 
Phos-Chek è disponibile con l'aggiunta di tre coloranti di colore diverso. Normalmente viene fornito di colore bianco, di colore rosso per evidenziare le zone sulle quali è già stato lanciato e di colore rosso biodegradabile, che se esposta alla radiazione ultravioletta del sole sbiadisce.
I composti principali del Phos-Chek sono:
- polifosfato di ammonio,
- fosfato di diammonio
- solfato d'ammonio
- fosfato di ammonio
- palygorskite
- argilla di Attapulgus
- gomma di guar
- idrossipropile

La sua esatta miscelazione rimane tuttavia un segreto industriale.
I fosfati e solfati servono a prevenire processi di combustione ed agiscono come concime una volta che la zona è stata attraversata dalle fiamme. La gomma di guar e l'idrossipropile sono invece agenti leganti che servono a prevenire la dispersione del liquido sopra un'area troppo vasta dopo che il liquido è stato lanciato dal velivolo.